# Équipe du pays de Galles de rugby à XV à la Coupe du monde 2015
L'équipe du pays de Galles de rugby à XV participe à la coupe du monde de rugby à XV 2015, sa huitième participation en autant d'épreuves.

## Les sélectionnés

### Liste originelle
Les joueurs ci-dessous ont été appelés par Warren Gatland le 1er juin pour la préparation de la coupe du monde 2015.

#### Les avants
| Nom               | Poste           | Naissance  | Sélections (points marqués) | Club                  | Année 1re sélection |
| ----------------- | --------------- | ---------- | --------------------------- | --------------------- | ------------------- |
| Scott Baldwin     | Talonneur       | 12/07/1988 | 9 (0)                       | Ospreys               | 2013                |
| Kristian Dacey    | Talonneur       | 25/06/1989 | 0 (0)                       | Cardiff Blues         | -                   |
| Richard Hibbard   | Talonneur       | 13/12/1983 | 37 (5)                      | Gloucester            | 2006                |
| Ken Owens         | Talonneur       | 03/01/1987 | 27 (10)                     | Llanelli Scarlets     | 2011                |
| Rob Evans         | Pilier          | 14/04/1992 | 2 (0)                       | Llanelli Scarlets     | 2015                |
| Tomas Francis     | Pilier          | 27/04/1992 | 0 (0)                       | Exeter Chiefs         | -                   |
| Paul James        | Pilier          | 13/05/1982 | 60 (0)                      | Bath Rugby            | 2003                |
| Aaron Jarvis      | Pilier          | 20/05/1986 | 10 (0)                      | Ospreys               | 2012                |
| Gethin Jenkins    | Pilier          | 17/11/1980 | 110 (20)                    | Cardiff Blues         | 2002                |
| Rhodri Jones      | Pilier          | 23/12/1991 | 13 (0)                      | Llanelli Scarlets     | 2012                |
| Samson Lee        | Pilier          | 30/11/1992 | 12 (0)                      | Llanelli Scarlets     | 2013                |
| Nicky Smith       | Pilier          | 07/04/1994 | 2 (0)                       | Ospreys               | 2014                |
| Jake Ball         | 2e ligne        | 21/06/1991 | 8 (0)                       | Llanelli Scarlets     | 2014                |
| Luke Charteris    | 2e ligne        | 09/03/1983 | 50 (0)                      | Racing 92             | 2004                |
| Bradley Davies    | 2e ligne        | 09/07/1987 | 44 (0)                      | London Wasps          | 2009                |
| Dominic Day       | 2e ligne        | 22/08/1985 | 0 (0)                       | Bath Rugby            | -                   |
| Alun Wyn Jones    | 2e ligne        | 19/09/1985 | 84 (35)                     | Ospreys               | 2006                |
| Rory Thornton     | 2e ligne        | 16/3/1995  |                             | Ospreys               |                     |
| Dan Lydiate       | 3e ligne aile   | 18/12/1987 | 41 (0)                      | Ospreys               | 2009                |
| Ross Moriarty     | 3e ligne aile   | 18/04/1994 | 0 (0)                       | Gloucester            | -                   |
| Justin Tipuric    | 3e ligne aile   | 06/08/1989 | 28 (0)                      | Ospreys               | 2011                |
| Sam Warburton (c) | 3e ligne aile   | 05/10/1988 | 46 (10)                     | Cardiff Blues         | 2009                |
| James King        | 3e ligne aile   | 24/07/1990 | 3 (0)                       | Ospreys               | 2013                |
| Toby Faletau      | 3e ligne centre | 12/11/1990 | 40 (20)                     | Newport Gwent Dragons | 2011                |
| Dan Baker         | 3e ligne centre | 05/07/1992 | 2 (0)                       | Ospreys               | 2013                |

#### Les arrières
| Nom             | Poste                      | Naissance  | Sélections (points marqués) | Club                  | Année 1re sélection |
| --------------- | -------------------------- | ---------- | --------------------------- | --------------------- | ------------------- |
| Mike Phillips   | Demi de mêlée              | 29/08/1982 | 90 (45)                     | Racing 92             | 2003                |
| Rhys Webb       | Demi de mêlée              | 09/12/1988 | 9 (10)                      | Ospreys               | 2012                |
| Gareth Davies   | Demi de mêlée              | 18/08/1990 | 1 (0)                       | Llanelli Scarlets     | 2014                |
| Lloyd Williams  | Demi de mêlée              | 30/11/1989 | 18 (10)                     | Cardiff Blues         | 2011                |
| Rhys Patchell   | Demi de mêlée              | 17/5/1993  |                             | Cardiff Blues         | 2013                |
| Gareth Anscombe | Demi d’ouverture           | 10/05/1991 | 0 (0)                       | Cardiff Blues         | -                   |
| Dan Biggar      | Demi d’ouverture           | 16/10/1989 | 28 (124)                    | Ospreys               | 2008                |
| James Hook      | Demi d’ouverture           | 27/06/1985 | 72 (352)                    | Gloucester RFC        | 2006                |
| Jack Dixon (en) | Demi d’ouverture           | 17/5/1993  | 2 (3)                       | Newport Gwent Dragons | 2013                |
| Rhys Priestland | Demi d’ouverture           | 09/01/1987 | 32 (60)                     | Llanelli Scarlets     | 2011                |
| Matthew Morgan  | Demi d’ouverture / Arrière | 23/4/1992  |                             | Bristol Rugby         | 2014                |
| Cory Allen      | 3/4 centre                 | 11/02/1993 | 2 (0)                       | Cardiff Blues         | 2013                |
| Jonathan Davies | 3/4 centre                 | 05/04/1988 | 43 (45)                     | Clermont              | 2009                |
| Jamie Roberts   | 3/4 centre                 | 08/11/1986 | 64 (40)                     | Racing 92             | 2008                |
| Scott Williams  | 3/4 centre                 | 10/10/1990 | 27 (35)                     | Llanelli Scarlets     | 2011                |
| Tyler Morgan    | 3/4 centre                 | 11/09/1995 | 0 (0)                       | Newport Gwent Dragons | 2015                |
| Hallam Amos     | 3/4 aile                   | 24/09/1994 | 1 (0)                       | Newport Gwent Dragons | 2013                |
| Alex Cuthbert   | 3/4 aile                   | 05/04/1990 | 30 (70)                     | Cardiff Blues         | 2011                |
| George North    | 3/4 aile                   | 13/04/1992 | 45 (95)                     | Northampton Saints    | 2011                |
| Tom James       | 3/4 aile                   | 17/4/1087  | 9 (10)                      | Exeter Chiefs         | 2007                |
| Eli Walker      | 3/4 aile                   | 28/3/1992  |                             | Ospreys               | 2015                |
| Leigh Halfpenny | Arrière                    | 22/12/1988 | 55 (422)                    | RC Toulon             | 2008                |
| Liam Williams   | Arrière                    | 09/04/1991 | 18 (5)                      | Llanelli Scarlets     | 2012                |

Le 13 août, le sélectionneur réduit sa sélection à un groupe de 38 joueurs. Parmi les joueurs non conservés figurent James Hook, Mike Phillips et Richard Hibbard.

### Liste définitive des 31
Le sélectionneur de l'équipe du pays de Galles, le Néo-Zélandais Warren Gatland annonce le 1er septembre 2015 sa liste définitive de 31 joueurs. Après les blessures de Rhys Webb et Leigh Halfpenny survenues lors du dernier match de préparation face à l'équipe d'Italie, Gatland fait appel à Mike Phillips et Eli Walker pour remplacer respectivement Webb et Halfpenny. Eli Walker est à son tour contraint de déclarer forfait et il est remplacé par Ross Moriarty. Cory Allen, blessé lors du match face à l'Uruguay où il inscrit trois essais, est remplacé par Tyler Morgan.
| Entraîneur | Entraîneur             | Warren Gatland                                                         |
| Avants     | Pilier                 | Tomas Francis, Paul James, Aaron Jarvis, Gethin Jenkins, Samson Lee    |
| Avants     | Talonneur              | Scott Baldwin, Ken Owens                                               |
| Avants     | Deuxième ligne         | Jake Ball, Luke Charteris, Bradley Davies, Dominic Day, Alun Wyn Jones |
| Avants     | Troisième ligne aile   | James King, Dan Lydiate, Justin Tipuric, Sam Warburton                 |
| Avants     | Troisième ligne centre | Toby Faletau                                                           |
| Arrières   | Demi de mêlée          | Gareth Davies, Mike Phillips, Lloyd Williams, Rhys Webb                |
| Arrières   | Demi d'ouverture       | Dan Biggar, Matthew Morgan, Rhys Priestland                            |
| Arrières   | Centre                 | Cory Allen , Tyler Morgan, Jamie Roberts, Scott Williams               |
| Arrières   | Ailier                 | Hallam Amos, Alex Cuthbert, Ross Moriarty, George North                |
| Arrières   | Arrière                | Leigh Halfpenny , Liam Williams, Eli Walker                            |

## Stage de préparation
La préparation se déroule en plusieurs temps et sur plusieurs sites.
La première partie des trois stages de la préparation a lieu en altitude dans les Alpes suisses avec une préparation physique de deux semaines début juillet 2015.
Le deuxième séjour a lieu au Qatar, enfin le dernier stage à l'étranger se passe en Pologne.
Du 8 août au 5 septembre, la dernière phase inclut des matchs amicaux ; la liste définitive des sélectionnés doit être établie et annoncée après le deuxième match amical.
Les Gallois effectuent trois test matchs de préparation pour la coupe du monde. Le 8 août, ils affrontent les Irlandais qui les dominent 31 à 25.
| 8 août 2015 13h30 CET | Pays de Galles                                                                                              | 21-35 (7-25) | Irlande | Millennium Stadium (Cardiff) 74 000 spectateurs Arbitre : Glen Jackson (Nouvelle-Zélande) |
| 8 août 2015 13h30 CET | Essai(s) : Hibbard (36e), Tipuric (70e), Cuthbert (80e) Transformation(s) : Hook (37e), Anscombe (71e, 82e) |              | Essai(s) : Heaslip (8e), Cave (22e), Earls (29e), Zebo (47e), Jones (53e) Transformation(s) : Jackson (22e, 30e) Pénalité(s) : Jackson (18e, 33e) | Millennium Stadium (Cardiff) 74 000 spectateurs Arbitre : Glen Jackson (Nouvelle-Zélande) |
| 8 août 2015 13h30 CET | |              | | Millennium Stadium (Cardiff) 74 000 spectateurs Arbitre : Glen Jackson (Nouvelle-Zélande) |

| 29 août 2015 15h30 CET | Irlande                                                                                    | 10-16 (10-10) | Pays de Galles                                                                                       | Aviva Stadium (Dublin) 47 430 spectateurs |
| 29 août 2015 15h30 CET | Essai(s) : Henderson (40e+2) Transformation(s) : Sexton (40e+3) Pénalité(s) : Sexton (28e) |               | Essai(s) : Tipuric (23e) Transformation(s) : Halfpenny (25e) Pénalité(s) : Halfpenny (17e, 63e, 70e) | Aviva Stadium (Dublin) 47 430 spectateurs |
| 29 août 2015 15h30 CET |                                                                                            |               | | Aviva Stadium (Dublin) 47 430 spectateurs |

| 5 septembre 2015 18h00 CET | Pays de Galles                                                                         | 23-19 (8-11) | Italie                                                               | Millennium Stadium (Cardiff) 52 981 spectateurs |
| 5 septembre 2015 18h00 CET | Essai(s) : North (12e) Pénalité(s) : Halfpenny (28e, 48e, 61e, 64e, 68e), Biggar (74e) |              | Essai(s) : Sarto (2e), Palazzani (80e) Pénalité(s) : Allan (9e, 31e) | Millennium Stadium (Cardiff) 52 981 spectateurs |
| 5 septembre 2015 18h00 CET |                                                                                        |              |                                                                      | Millennium Stadium (Cardiff) 52 981 spectateurs |

## Parcours en coupe du monde
La poule A de la Coupe du monde de rugby à XV 2015 comprend cinq équipes dont les deux premières se qualifient pour les quarts de finale de la compétition. Conformément au tirage au sort effectué le 3 décembre 2012 à Londres, les équipes d'Australie (Chapeau 1), d'Angleterre (Chapeau 2), du pays de Galles (Chapeau 3), des Fidji (Chapeau 4) et de l'Uruguay (Chapeau 5) composent ce groupe A.

### Poule A
| Rang | Pays           | J | V | N | D | Bo | Bd | Pm  | Pe  | Diff | Pts |
| ---- | -------------- | - | - | - | - | -- | -- | --- | --- | ---- | --- |
| 1    | Australie      | 4 | 4 | 0 | 0 | 1  | 0  | 141 | 35  | +106 | 17  |
| 2    | Pays de Galles | 4 | 3 | 0 | 1 | 1  | 0  | 111 | 62  | +49  | 13  |
| 3    | Angleterre     | 4 | 2 | 0 | 2 | 2  | 1  | 133 | 75  | +58  | 11  |
| 4    | Fidji          | 4 | 1 | 0 | 3 | 1  | 0  | 84  | 101 | -17  | 5   |
| 5    | Uruguay        | 4 | 0 | 0 | 4 | 0  | 0  | 30  | 226 | -196 | 0   |

#### Galles - Uruguay
(mt : 28 - 9)
Homme du match :  Cory Allen
Points marqués :
- Galles : 8 essais de Lee (15e), Allen (19e, 30e, 40e), Amos (50e), Davies (60e, 80e) et Justin Tipuric (71e) ; 7 transformations de Priestland (16e, 19e, 30e, 40e, 51e, 72e, 80e)
- Uruguay : 3 pénalités de Berchesi (2e, 9e, 24e)

Évolution du score : 0-3, 0-6, 7-6, 14-6, 14-9, 21-9, 28-9, 35-9, 40-9, 47-9, 54-9
Arbitre :  Romain Poite
Touche :  Pascal Gaüzère et  Mathieu Raynal

Vidéo :  Ben Skeen
Résumé
| Pays de Galles · Titulaires · 15 Liam Williams 36e · 14 Alex Cuthbert · 13 Cory Allen 55e · 12 Scott Williams · 11 Hallam Amos · 10 Rhys Priestland · 9 Gareth Davies · 8 James King 47e 75e · 7 Justin Tipuric · 6 Sam Warburton (cap.) 59e · 5 Luke Charteris 47e · 4 Jake Ball · 3 Samson Lee 40e · 2 Scott Baldwin 63e · 1 Paul James 32e · Remplaçants · 16 Ken Owens 63e · 17 Aaron Jarvis 32e · 18 Tomas Francis 40e · 19 Dominic Day 47e · 20 Dan Lydiate 59e 75e · 21 Ross Moriarty 47e · 22 Lloyd Williams 55e · 23 Matthew Morgan 36e · Entraîneur · Warren Gatland |  | Uruguay · Titulaires · Gastón Mieres 15 · Santiago Gibernau 14 · Joaquín Prada 13 · 75e Andrés Vilaseca 12 · Rodrigo Silva 11 · Felipe Berchesi 10 · 75e Agustín Ormaechea 9 · 59e Alejandro Nieto 8 · Matías Beer 7 · Juan Manuel Gaminara 6 · 62e Jorge Zerbino 5 · 75e (cap.) Santiago Vilaseca 4 · 72e Mario Sagario 3 · 78e Carlos Arboleya 2 · 78e Alejo Corral 1 · Remplaçants · 78e Germán Kessler 16 · 72e Oscar Durán 17 · 78e Mateo Sanguinetti 18 · 62e Franco Lamanna 19 · 75e Agustín Alonso 20 · 59e Juan de Freitas 21 · 75e Alejo Durán 22 · 75e Francisco Bulanti 23 · Entraîneur · Pablo Lemoine |

#### Angleterre - Galles
(mt : 16 - 9)
Homme du match :  Dan Biggar
Points marqués :
- Angleterre : 1 essai de May (27e) ; 1 transformation de Farrell (29e) ; 5 pénalités de Farrell (12e, 24e, 44e, 52e, 69e) ; 1 drop de Farrell (18e)
- Galles : 1 essai de Gareth Davies (71e) ; 1 transformation de Biggar (72e) ; 7 pénalités de Biggar (3e, 16e, 40e, 48e, 54e, 59e, 75e)

Évolution du score : 0-3, 3-3, 3-6, 6-6, 9-6, 16-6, 16-9, 19-9, 19-12, 22-12, 22-15, 22-18, 25-18, 25-25, 25-28
Arbitre :  Jérôme Garcès
Touche :  Romain Poite et  Mathieu Raynal

Vidéo :  Shaun Veldsman
Résumé
Après une bonne entame de match pour les deux équipes, un essai de May permet à l’Angleterre de se détacher au score avant la mi-temps. Le score continue à évoluer au pied pendant 30 minutes mais la différence de points reste constante (entre 5 et 9 points). À 10 minutes de la fin, un essai (Gareth Davies) transformé (Biggar) et une pénalité (Biggar) permettent au pays de Galles de prendre 10 points en 4 minutes et de passer devant l’Angleterre (25-28). A 3 minutes de la fin du match se passe un des événements les plus marquants du match (et de la poule), l’Angleterre obtient une pénalité sur la ligne des 22 près de la touche. Au lieu de la tirer (un tir relativement facile) pour obtenir l’égalité, l'Angleterre préfère jouer la touche pour tenter l'essai (et la victoire), mais n'y parvient pas et perd le match ce qui la met en difficulté dans sa poule et va conduire à son élimination contre l’Australie.
| Angleterre · Titulaires · 15 Mike Brown · 14 Anthony Watson · 13 Brad Barritt · 12 Sam Burgess 70e · 11 Jonny May · 10 Owen Farrell · 9 Ben Youngs 49e · 8 Billy Vunipola 63e · 7 Chris Robshaw (cap.) · 6 Tom Wood · 5 Courtney Lawes 40e · 4 Geoff Parling · 3 Dan Cole 72e · 2 Tom Youngs 67e · 1 Joe Marler 61e · Remplaçants · 16 Rob Webber 67e · 17 Mako Vunipola 63e · 18 Kieran Brookes 72e · 19 Joe Launchbury 40e · 20 James Haskell 63e · 21 Richard Wigglesworth 49e · 22 George Ford 70e · 23 Alex Goode · Entraîneur · Stuart Lancaster |  | Pays de Galles · Titulaires · 67e Liam Williams 15 · George North 14 · 63e Scott Williams 13 · Jamie Roberts 12 · 67e Hallam Amos 11 · Dan Biggar 10 · Gareth Davies 9 · Toby Faletau 8 · (cap.) Sam Warburton 7 · 70e Dan Lydiate 6 · Alun Wyn Jones 5 · 70e Bradley Davies 4 · 49e Tomas Francis 3 · 49e Scott Baldwin 2 · Gethin Jenkins 1 · Remplaçants · 49e Ken Owens 16 · Aaron Jarvis 17 · 49e Samson Lee 18 · 70e Luke Charteris 19 · 70e Justin Tipuric 20 · 67e Lloyd Williams 21 · 67e Rhys Priestland 22 · 63e Alex Cuthbert 23 · Entraîneur · Warren Gatland |

#### Galles - Fidji
(mt : 17 - 6)
Homme du match :  Gareth Davies
Points marqués :
- Galles : 2 essais de Gareth Davies (7e) et Baldwin (32e) ; 2 transformations de Biggar (8e, 34e) ; 3 pénalités de Biggar (21e, 55e, 69e)
- Fidji : 1 essai de Goneva (49e) ; 1 transformation de Volavola (50e) ; 2 pénalités de (14e, 38e)

Évolution du score : 7-0, 7-3, 10-3, 17-3, 17-6, 17-13, 20-13, 23-13
Arbitre :  John Lacey
Touche :  Jérôme Garcès et  Mathieu Raynal

Vidéo :  George Ayoub
Résumé
| Pays de Galles · Titulaires · 15 Matthew Morgan 71e · 14 Alex Cuthbert 20e 27e · 13 Tyler Morgan · 12 Jamie Roberts · 11 George North · 10 Dan Biggar 73e · 9 Gareth Davies · 8 Toby Faletau · 7 Sam Warburton (cap.) · 6 Dan Lydiate 69e · 5 Alun Wyn Jones · 4 Bradley Davies 14e 27e 64e · 3 Tomas Francis 50e · 2 Scott Baldwin 55e · 1 Gethin Jenkins 67e · Remplaçants · 16 Ken Owens 55e · 17 Aaron Jarvis 67e · 18 Samson Lee 50e · 19 Luke Charteris 14e 27e 64e · 20 Justin Tipuric 69e · 21 Lloyd Williams 20e 27e · 22 Rhys Priestland 73e · 23 James Hook 71e · Entraîneur · Warren Gatland |  | Fidji · Titulaires · Metuisela Talebula 15 · Timoci Nagusa 14 · 71e Vereniki Goneva 13 · 75e Levani Botia 12 · Asaeli Tikoirotuma 11 · Ben Volavola 10 · 71e Nemia Kenatale 9 · Netani Talei 8 · (cap.) Akapusi Qera 7 · 69e Dominiko Waqaniburotu 6 · Leone Nakarawa 5 · 69e Tevita Cavubati 4 · 77e Manasa Saulo 3 · 75e Sunia Koto 2 · 77e Campese Ma'afu 1 · Remplaçants · 75e Viliame Veikoso 16 · 77e Peni Ravai 17 · 77e Lee Roy Atalifo 18 · 69e Nemia Soqeta 19 · 69e Malakai Ravulo 20 · 71e Henry Seniloli 21 · 71e Josh Matavesi 22 · 75e Kini Murimurivalu 23 · Entraîneur · John McKee |

#### Australie - Galles
(mt : 9 - 6)
Homme du match :  Gareth Davies
Points marqués :
- Australie : 5 pénalités de Foley (25e, 31e, 37e, 51e, 73e)
- Galles : 2 pénalités de Biggar (5e, 34e)

Évolution du score : 0-3, 3-3, 6-3, 6-6, 9-6, 12-6, 15-6
Arbitre :  Craig Joubert
Touche :  Jérôme Garcès et  Stuart Berry

Vidéo :  Shaun Veldsman
Résumé
| Australie · Titulaires · 15 Israel Folau · 14 Adam Ashley-Cooper · 13 Tevita Kuridrani · 12 Matt Giteau 67e · 11 Drew Mitchell 67e · 10 Bernard Foley · 9 Will Genia 57e à 67e 68e · 8 David Pocock 60e · 7 Sean McMahon 49e · 6 Scott Fardy · 5 Dean Mumm 60e à 70e · 4 Kane Douglas · 3 Sekope Kepu 56e · 2 Stephen Moore (cap.) 67e · 1 Scott Sio 63e · Remplaçants · 16 Tatafu Polota-Nau 67e · 17 James Slipper 63e · 18 Greg Holmes 56e · 19 Rob Simmons 60e · 20 Ben McCalman 49e · 21 Nick Phipps 68e · 22 Matt Toomua 67e · 23 Kurtley Beale 67e · Entraîneur · Michael Cheika |  | Pays de Galles · Titulaires · Gareth Anscombe 15 · 77e à 80e Alex Cuthbert 14 · George North 13 · 79e Jamie Roberts 12 · 74e Liam Williams 11 · 74e Dan Biggar 10 · Gareth Davies 9 · Toby Faletau 8 · 73e Justin Tipuric 7 · (cap.) Sam Warburton 6 · Alun Wyn Jones 5 · Luke Charteris 4 · 54e Samson Lee 3 · 73e Scott Baldwin 2 · 73e Paul James 1 · Remplaçants · 73e Ken Owens 16 · 73e Aaron Jarvis 17 · 54e Tomas Francis 18 · Jake Ball 19 · 73e Ross Moriarty 20 · 79e Lloyd Williams 21 · 74e Rhys Priestland 22 · 74e James Hook 23 · Entraîneur · Warren Gatland |

### Quart de finale

#### Afrique du Sud - Galles
(mt : 12 – 13)
Homme du match :  Schalk Burger
Points marqués :
- Afrique du Sud : 1 essai de du Preez (75e) ; 5 pénalités de Pollard (9e, 13e, 17e, 21e, 62e) ; 1 drop de Pollard (52e)
- Galles : 1 essai de Gareth Davies (18e) ; 1 transformation de Biggar (19e) ; 3 pénalités de Biggar (15e, 47e, 64e) ; 1 drop de Biggar (40e)

Évolution du score : 3-0, 6-0, 6-3, 9-3, 9-10, 12-10, 12-13, 12-16, 15-16, 18-16, 18-19, 23-19 
Arbitre :  Wayne Barnes
Résumé :
| Afrique du Sud · Titulaires · 15 Willie le Roux · 14 JP Pietersen · 13 Jesse Kriel 68e · 12 Damian de Allende · 11 Bryan Habana · 10 Handré Pollard 77e · 9 Fourie du Preez (cap.) 75e · 8 Duane Vermeulen · 7 Schalk Burger · 6 Francois Louw 68e · 5 Lood de Jager · 4 Eben Etzebeth 68e · 3 Frans Malherbe 61e · 2 Bismarck du Plessis 12e 24e 56e · 1 Tendai Mtawarira 57e · Remplaçants · 16 Adriaan Strauss 12e 24e 56e · 17 Trevor Nyakane 57e · 18 Jannie du Plessis 61e · 19 Pieter-Steph du Toit 68e · 20 Willem Alberts 68e · 21 Ruan Pienaar · 22 Patrick Lambie 77e · 23 Jan Serfontein 68e · Entraîneur · Heyneke Meyer |  | Pays de Galles · Titulaires · Gareth Anscombe 15 · Alex Cuthbert 14 · 68e Tyler Morgan 13 · 74e Jamie Roberts 12 · 71e George North 11 · Dan Biggar 10 · 18e Gareth Davies 9 · Toby Faletau 8 · (cap.) Sam Warburton 7 · 68e Dan Lydiate 6 · Alun Wyn Jones 5 · 64e Luke Charteris 4 · 56e Samson Lee 3 · 57e Scott Baldwin 2 · 56e Gethin Jenkins 1 · Remplaçants · 57e Ken Owens 16 · 56e Paul James 17 · 56e Tomas Francis 18 · 64e Bradley Davies 19 · 68e Justin Tipuric 20 · 71e Lloyd Williams 21 · 74e Rhys Priestland 22 · 68e James Hook 23 · Entraîneur · Warren Gatland |

### Meilleurs marqueurs d'essais gallois
1. Gareth Davies avec 5 essais.
2. Cory Allen avec 3 essais.
3. Hallam Amos, Samson Lee, Justin Tipuric, Scott Baldwin avec 1 essai.

### Meilleur réalisateur gallois
1. Dan Biggar, 56 points (4 transformations, 15 pénalités, 1 drop)